# دردار أخضر
دردار أخضر (الاسم العلمي: Ulmus virens) هو نوع نباتي يتبع جنس الدردار من فصيلة الدردارية.